# Буковецкий, Конрад
Конрад Буковецкий (пол. Konrad Bukowiecki) (род. 17 марта 1997, Щитно, Варминско-Мазурское воеводство) — польский легкоатлет, специализирующийся в толкании ядра. Чемпион Европы в помещении 2017 года.

## Карьера
В 2013 году на чемпионате мира среди юношей занял 5-е место. Чемпион мира среди юниоров 2014 года. Чемпион юношеских Олимпийских игр 2014 года.
24 января 2015 года установил новый мировой рекорд среди юниоров в толкании ядра в помещении — 22,38 м. Он превзошёл предыдущий рекорд Давида Шторля.

## Семья
Его отец Иренеуш Буковецкий бывший легкоатлет, бронзовый призёр зимнего чемпионата Польши 1988 года в восьмиборье.